# 2013 na Coreia do Sul
Esta é uma cronologia dos principais fatos ocorridos no ano de 2013 na Coreia do Sul.

## Incumbentes
- Presidente
  - Lee Myung-bak (2008 – 25 de fevereiro de 2013)
  - Park Geun-hye (25 de fevereiro de 2013 – 10 de março de 2017)
- Primeiro-ministro
  - Kim Hwang-sik (2010 – 26 de fevereiro de 2013)
  - Chung Hong-won (26 de fevereiro de 2013 – 2015)

## Eventos
- 12 de fevereiro – Teste nuclear realizado pela Coreia do Norte desencadeia uma crise diplomática entre as duas Coreias.
- 20 de março – Ataque cibernético originário da China afeta os sistemas das redes de televisão KBS, MBC e YTN e dos bancos Shinhan e Nonghyup. Fontes dos serviços de inteligência da Coreia do Sul estimaram que 3.000 especialistas em informática norte-coreanos estavam mobilizados nessa guerra cibernética.[1]

## Esportes
- 29 de junho a 6 de julho – A cidade de Incheon sedia os Jogos Asiáticos de Artes Marciais e Recinto Coberto de 2013
- 25 de agosto a 1 de setembro – A cidade de Chungju sedia o Campeonato Mundial de Remo de 2013

## Mortes
- 19 de fevereiro – Park Chul-soo, 64, cineasta
- 18 de maio – Nam Duck-woo, 89, ex-primeiro-ministro
- 10 de julho – Ku Ok-hee, 56, golfista
- 25 de setembro – Choi In-ho, 68, escritor
- 25 de novembro – Chae Myung-shin, 87, militar